# 波佐马焦雷
波佐马焦雷（義大利語：Pozzomaggiore），是意大利萨萨里省的一个市镇。总面积79.52平方公里，人口2754人，人口密度34.6人/平方公里（2009年）。ISTAT代码为090059。